# Campeonato Mundial de Natação em Piscina Curta de 2012 - 50 m peito feminino
A prova dos 50 metros nado peito feminino do Campeonato Mundial de Natação em Piscina Curta de 2012 foi disputado entre 12 e 13 de dezembro em Istambul  na Turquia.

## Recordes
Antes desta competição, os recordes mundiais e do campeonato nesta prova eram os seguintes:
|    | Nome          | Nacionalidade  | Tempo | Local      | Data                   |
| -- | ------------- | -------------- | ----- | ---------- | ---------------------- |
| WR | Jessica Hardy | Estados Unidos | 28.80 | Berlim     | 15 de novembro de 2009 |
| CR | Jessica Hardy | Estados Unidos | 29.58 | Manchester | 10 de abril de 2008    |

## Medalhistas
| Ouro                 | Prata               | Bronze                |
| Rūta Meilutytė (LTU) | Alia Atkinson (JAM) | Sarah Katsoulis (AUS) |

## Resultados

### Eliminatórias
As eliminatórias ocorreram dia 12 de dezembro. 
| Colocação | Bateria | Raia | Nome                             | Tempo   | Notas     |
| --------- | ------- | ---- | -------------------------------- | ------- | --------- |
| 1         | 6       | 4    | Rūta Meilutytė (LTU)             | 29.56   | Q, CR, NR |
| 2         | 8       | 4    | Alia Atkinson (JAM)              | 29.72   | Q,NR      |
| 3         | 6       | 5    | Jessica Hardy (USA)              | 29.74   | Q         |
| 4         | 8       | 5    | Petra Chocová (CZE)              | 30.13   | Q         |
| 5         | 6       | 3    | Sarah Katsoulis (AUS)            | 30.24   | Q         |
| 6         | 7       | 3    | Rikke Møller Pedersen (DEN)      | 30.25   | Q         |
| 7         | 7       | 4    | Rebecca Ejdervik (SWE)           | 30.26   | Q         |
| 8         | 8       | 3    | Jennie Johansson (SWE)           | 30.34   | Q         |
| 9         | 7       | 5    | Valentina Artemyeva (RUS)        | 30.34   | Q         |
| 10        | 6       | 8    | Ellyn Baumgardner (USA)          | 30.81   | Q         |
| 11        | 7       | 6    | Samantha Marshall (AUS)          | 30.90   | Q         |
| 11        | 8       | 6    | Beatriz Travalon (BRA)           | 30.90   | Q         |
| 13        | 8       | 2    | Jenna Laukkanen (FIN)            | 30.95   | Q         |
| 14        | 6       | 6    | Tera van Beilen (CAN)            | 30.98   | Q         |
| 15        | 6       | 7    | Zhao Jin (CHN)                   | 31.01   | Q         |
| 16        | 2       | 6    | Ji Liping (CHN)                  | 31.08   | Q         |
| 17        | 2       | 8    | Hrafnhildur Lúthersdóttir (ISL)  | 31.17   |           |
| 17        | 6       | 2    | Dilara Buse Günaydın (TUR)       | 31.17   | NR        |
| 17        | 8       | 7    | Martha McCabe (CAN)              | 31.17   |           |
| 20        | 7       | 7    | Kelly Rasmussen (DEN)            | 31.38   |           |
| 21        | 7       | 1    | Fumiko Kawanabe (JPN)            | 31.42   |           |
| 22        | 7       | 0    | Kanako Watanabe (JPN)            | 31.52   |           |
| 23        | 2       | 4    | Hanna Dzerkal (UKR)              | 31.62   |           |
| 24        | 8       | 8    | Chiara Boggiatto (ITA)           | 31.70   |           |
| 25        | 6       | 0    | Vitalina Simonova (RUS)          | 31.82   |           |
| 26        | 6       | 1    | Julia Sebastian (ARG)            | 31.87   |           |
| 27        | 8       | 9    | Chen I-Chuan (TPE)               | 31.90   |           |
| 28        | 8       | 1    | Fanny Babou (FRA)                | 31.93   |           |
| 29        | 5       | 3    | Raminta Dvariškytė (LTU)         | 32.04   |           |
| 30        | 5       | 4    | Miriam Corsini (MOZ)             | 32.05   |           |
| 31        | 8       | 0    | Hannah Miley (GBR)               | 32.30   |           |
| 32        | 7       | 8    | Ceren Dilek (TUR)                | 32.47   |           |
| 33        | 6       | 9    | Samantha Yeo (SIN)               | 32.63   | NR        |
| 34        | 7       | 9    | Lei On Kei (MAC)                 | 32.76   |           |
| 35        | 5       | 5    | Dariya Talanova (KGZ)            | 33.04   |           |
| 36        | 2       | 2    | Jin Hui Sin (PRK)                | 33.17   |           |
| 37        | 5       | 6    | Isabel Riquelme (CHI)            | 33.24   |           |
| 38        | 5       | 0    | Barbara Vali-Skelton (PNG)       | 33.79   |           |
| 39        | 4       | 5    | Tegan McCarthy (PNG)             | 34.45   |           |
| 40        | 5       | 7    | Oreoluwa Cherebin (GRN)          | 34.68   |           |
| 41        | 5       | 9    | Michaela Millo (MLT)             | 34.78   |           |
| 42        | 2       | 1    | Kum Jong Ho (PRK)                | 34.96   |           |
| 43        | 4       | 4    | Dalia Tórrez Zamora (NCA)        | 35.17   |           |
| 44        | 5       | 2    | Rachael Tonjor (NGR)             | 35.35   |           |
| 45        | 5       | 1    | Jaywant Arcot Vijaykumar (IND)   | 35.36   |           |
| 46        | 4       | 8    | Patricia Cani (ALB)              | 36.36   |           |
| 47        | 4       | 2    | Monica Saili (SAM)               | 36.57   |           |
| 48        | 3       | 4    | Bonita Imisirovic (BOT)          | 36.68   |           |
| 49        | 4       | 7    | Shne Joachim (VIN)               | 36.69   |           |
| 50        | 2       | 5    | Thet Ei Ei (MYA)                 | 36.76   |           |
| 50        | 4       | 6    | Lianna Catherine Swan (PAK)      | 36.76   |           |
| 52        | 4       | 9    | Deandra van der Colff (BOT)      | 37.61   |           |
| 53        | 2       | 3    | Mariam Foum (TAN)                | 37.81   |           |
| 54        | 3       | 6    | Keyik Valiyeva (TKM)             | 37.91   |           |
| 55        | 3       | 5    | Athena Gaskin (GUY)              | 38.78   |           |
| 56        | 3       | 2    | Aurelie Fanchette (SEY)          | 39.22   |           |
| 57        | 3       | 8    | Angela Kendrick (MHL)            | 40.37   |           |
| 58        | 4       | 1    | Ann-Marie Hepler (MHL)           | 40.50   |           |
| 59        | 3       | 1    | Charissa Sofia Panuve (TGA)      | 42.03   |           |
| 60        | 3       | 7    | Danielle Aoigue (GUM)            | 42.70   |           |
| 61        | 2       | 7    | Ramata Keita (GUI)               | 1:01.60 |           |
| 62        | 1       | 3    | Mercedes Toledo Salazar (VEN)    | DNS     |           |
| 62        | 1       | 4    | Fatoumata Samassékou (MLI)       | DNS     |           |
| 62        | 1       | 5    | Ingrid Bethel Raissa Sanon (BUR) | DNS     |           |
| 62        | 2       | 0    | Angelika Ouedraogo (BUR)         | DNS     |           |
| 62        | 3       | 0    | Nazlati Mohamed Andhumdine (COM) | DNS     |           |
| 62        | 3       | 3    | Ophelia Swayne (GHA)             | DNS     |           |
| 62        | 3       | 9    | Ramata Coulibaly (MLI)           | DNS     |           |
| 62        | 4       | 0    | Kokoe Vanessa Ahyee (CIV)        | DNS     |           |
| 62        | 4       | 3    | Elodie Poo Cheong (MRI)          | DNS     |           |
| 62        | 5       | 8    | Kibong Tanji (CMR)               | DNS     |           |
| 62        | 7       | 2    | Martina Moravčíková (CZE)        | DNS     |           |

#### Prova extra
| Colocação | Raia | Nome                            | Tempo | Notas |
| --------- | ---- | ------------------------------- | ----- | ----- |
| 17        | 2    | Dilara Buse Günaydın (TUR)      | 31.06 | NR    |
| 18        | 8    | Hrafnhildur Lúthersdóttir (ISL) | 31.12 |       |
| 19        | 3    | Martha McCabe (CAN)             | 31.16 |       |

### Semifinal
A semifinal  ocorreu dia 12 de dezembro. 
| Colocação | Bateria | Raia | Nome                  | Nacionalidade  | Tempo | Notas     |
| --------- | ------- | ---- | --------------------- | -------------- | ----- | --------- |
| 1         | 2       | 4    | Rūta Meilutytė        | Lituânia       | 29.51 | Q, CR, ER |
| 2         | 1       | 4    | Alia Atkinson         | Jamaica        | 29.62 | Q, NR     |
| 3         | 2       | 5    | Jessica Hardy         | Estados Unidos | 29.82 | Q         |
| 4         | 1       | 5    | Petra Chocová         | Chéquia        | 30.05 | Q         |
| 5         | 1       | 3    | Rikke Møller Pedersen | Dinamarca      | 30.19 | Q, NR     |
| 5         | 2       | 3    | Sarah Katsoulis       | Austrália      | 30.19 | Q         |
| 7         | 2       | 6    | Rebecca Ejdervik      | Suécia         | 30.25 | Q         |
| 8         | 2       | 8    | Zhao Jin              | China          | 30.33 | Q         |
| 9         | 1       | 6    | Jennie Johansson      | Suécia         | 30.41 |           |
| 10        | 1       | 2    | Ellyn Baumgardner     | Estados Unidos | 30.47 |           |
| 11        | 2       | 2    | Valentina Artemyeva   | Rússia         | 30.65 |           |
| 11        | 2       | 7    | Samantha Marshall     | Austrália      | 30.65 |           |
| 13        | 1       | 7    | Beatriz Travalon      | Brasil         | 30.84 |           |
| 14        | 1       | 8    | Ji Liping             | China          | 30.88 |           |
| 15        | 2       | 1    | Jenna Laukkanen       | Finlândia      | 30.90 |           |
| 16        | 1       | 1    | Tera van Beilen       | Canadá         | 30.99 |           |

### Final
A final teve sua disputa realizada em 13 de dezembro. 
| Colocação         | Raia | Nome                  | Nacionalidade  | Tempo | Notas  |
| ----------------- | ---- | --------------------- | -------------- | ----- | ------ |
| Medalha de ouro   | 4    | Rūta Meilutytė        | Lituânia       | 29.44 | CR, ER |
| Medalha de prata  | 5    | Alia Atkinson         | Jamaica        | 29.67 |        |
| Medalha de bronze | 7    | Sarah Katsoulis       | Austrália      | 29.94 |        |
| 4                 | 2    | Rikke Møller Pedersen | Dinamarca      | 30.00 | NR     |
| 5                 | 3    | Jessica Hardy         | Estados Unidos | 30.01 |        |
| 6                 | 6    | Petra Chocová         | Chéquia        | 30.10 |        |
| 7                 | 1    | Rebecca Ejdervik      | Suécia         | 30.12 |        |
| 8                 | 8    | Zhao Jin              | China          | 30.43 |        |

Legenda
| Recorde mundial       | Recorde mundial (World record)               |                       | Recorde africano                      | Recorde africano (African) |                                           | Q | Classificado por posição (Qualified) |
| Recorde do campeonato | Recorde do campeonato (Championship record)  | Recorde da América    | Recorde da América (Americas)         | q                          | Classificado por melhor tempo (Qualified) |   |                                      |
| Melhor marca do ano   | Melhor marca do ano (World leading)          | Recorde asiático      | Recorde asiático (Asian)              | DNS                        | Não largou (Did not start)                |   |                                      |
| Recorde nacional      | Recorde nacional (National record)           | Recorde europeu       | Recorde europeu (European)            | DNF                        | Não terminou (Did not finish)             |   |                                      |
| Recorde pessoal       | Recorde pessoal do atleta (Personal best)    | Recorde da Oceania    | Recorde da Oceania (Oceania)          | DSQ / DQ                   | Desclassificado (Disqualified)            |   |                                      |
| Recorde da temporada  | Recorde da temporada do atleta (Season best) | Recorde sul-americano | Recorde sul-americano (South America) | NM                         | Sem marca (No mark)                       |   |                                      |